# Лайтбоди, Джим
Джеймс «Джим» Дэйвис Лайтбоди (англ. James "Jim" Davies Lightbody; 15 марта 1882, Питтсбург, Пенсильвания — 2 марта 1953, Чарлстон, Южная Каролина) — американский легкоатлет, трёхкратный чемпион летних Олимпийских игр 1904.

## Спортивная карьера
На летних Олимпийских играх 1904 в Сент-Луисе Лайтбоди участвовал в четырёх гонках. Он стал чемпионом в забегах на 800 м, 1500 м и 2560 м с препятствиями. В командной гонке на 4 мили он стал вторым, и по сумме очков его команда (от Чикагской атлетической ассоциации) заняла второе место, выиграв серебряные медали.
На неофициальных Олимпийских играх 1906 в Афинах Лайтбоди выиграл ещё две медали — золотую за бег на 1500 м и серебряную в гонке на 800 м, однако так как Игры проходили без разрешения Международного олимпийского комитета, то медали эти считаются неофициальными.
Следующих Играх Лайтбоди снова участвовал в гонках на 800 м, 1500 м и беге с препятствиями (на этот раз дистанция была 3200 м), но нигде он не прошёл дальше полуфинала.
Кроме участия в Олимпийских играх, Лайтбоди стал чемпионом США в гонках на полмили и одну милю в 1905 году.
Окончил старшую школу в Манси (штат Индиана) и поступил в Чикагский университет, где его наставником был легендарный Эймос Алонсо Стэгг, в 1912 году выпустился. В 2004 году включён в Зал славы. 

## Увековечивание памяти
В честь Лайтбоди в 1984 году основана легкоатлетическая премия, которая является самой престижной в американском штате Делавэр.